# دانيلا فيغيريدو
دانييلا فيغيريدو (2001 - 13 مارس 2021) مجرمة فنزويلية كانت محبوسة في زنزانة للشرطة في بلدية زامورا. قُتلت فيغيريدو بينما كانت محتجزة لدى الدولة، أطلق عليها ضابط شرطة النار في زنزانتها. صرح الضابط دانيال غالاراغا أن وفاتها كانت عرضية، لكن شهادة سجناء آخرين تشير إلى أنها حدثت بعد أن أجبرتها غالاراغا على ممارسة الجنس. تم القبض على غالاراغا فيما بعد ووجهت إليه تهم. تم استبعاد أنه كان إطلاق نار عرضي.